# Parque nacional Garganta Tully
Garganta Tully es un parque nacional en Queensland (Australia), ubicado a 1338 km al noroeste de Brisbane.

## Datos
- Área: 22,10 km²
- Coordenadas: 17°35′30″S 145°34′05″E / -17.59167, 145.56806
- Fecha de Creación: 1923
- Administración: Servicio para la Vida Salvaje de Queensland
- Categoría IUCN: II